# Kula (gmina Gacko)
Kula (cyr. Кула) – wieś w Bośni i Hercegowinie, w Republice Serbskiej, w gminie Gacko. W 2013 roku liczyła 47 mieszkańców.